# FK Jedinstvo Brčko
Fudbalski klub Jedinstvo Brčko (FK Jedinstvo; Jedinstvo; Jedinstvo Brčko, srpski: Фудбалски клуб Јединство Бpчкo) bio je nogometni klub iz Brčkog, Distrikt Brčko, Bosna i Hercegovina. 

## O klubu
Klub je osnovan 1919. godine kao radnički klub. Godine 1928. nakratko prestaje s radom, ali do obnove dolazi 1930. godine. 
Klupska boja 1932. bila je crvena.
Godine 1932. klub je registriran pri "Osječkom nogometnom podsavezu" kao Sport Klub "Jedinstvo" i počinje se natjecati u prvenstvima. U to vrijeme gradski suparnici su klubovi "Građanski", "Konkordija" i "Jugosloven". Kao radnički klub, "Jedinstvo" je zabranjen od strane vlasti NDH, te stoga ne djeluje od 1941. do 1945. godine. 
 
Po završetku Drugog svjetskog rata, klub se obnavlja, prvo kao "Fudbalska sekcija" u sastavu Gimnastičkog društva "Partizan", a potom 1946. ponovno kao "Jedinstvo". S prvenstvenim natjecanjima su počeli 1947. godine u Oblasnoj ligi Tuzla koja je bila kvalifikacijska za završnicu Prvenstva BiH. Od sezone 1948./49. do 1953./54. su članovi "Republičke lige BiH" (osim 1952., 1952./53. i 1954./55. kada igraju u "Prvenstvu Tuzlanskog podsaveza"). U sezonama 1955./56., 1956./57. i 1957./58. su jugoslavenski drugoligaši, članovi tadašnje "Druge zonske lige – A skupina". Od sezone 1958./59. do 1967./68. su trećeligaši i članovi liga sljedećih naziva: "Prva zona BiH", "Prva zona BiH – A skupina", "Međuzonska liga BiH", "Tuzlanska zona". 
 
Od sezone 1968./69. do 1987./88. "Jedinstvo" je redoviti sudionik "Druge savezne lige" (skupine "Sjever" i "Zapad"), osim sezona 1973./74., 1974./75., 1978./79. i 1979./80. kada su članovi "Republičke lige BiH" (koju osvajaju u sezonama 1974./75.  i 1979./80.). Godine 1975. "Jedinstvo" osvaja "Amatersko prvenstvo Jugoslavije". U sezoni 1988./89. "Jedinstvo" osvaja "Republičku ligu – BiH – Sjever". U sezonama 1989./90. i 1990./91. "Jedinstvo" je član "Međurepubličke lige – Sjever", a u sezoni 1991./92. "Međurepubličke lige – Zapad". 
 
Godine 1992. izbija rat u BiH, koji je intenzivan na području Brčkog i Bosanske Posavine, te sami grad ostaje pod srpskom kontrolom. Klub za trajanja ratnih sukoba ne djeluje. Završetkom rata i smirivanjem situacije klub nanovo počinje s radom, ali sa srpskim vodstvom, te se priključuje natjecanjima u organizaciji "Fudbalskog saveza Republike Srpske". Prvu sezonu – 1995./96. igraju u "Drugoj ligi RS – Istok", a do sezone 2000./01. klub naizmjenice igra u "Prvoj ligi RS" i u "Drugoj ligi RS". Od sezone 2000./01. pa do 2006./07. se članovi "Prve lige RS". Po završetku rata, od strane bošnjačkih članova je nastao klub "Jedinstvo 108", koji se natjecao u ligama pod organizacijom "NS BiH", te se početkom 2000-ih ponovno spojio s "Jedinstvom". "Jedinstvo" je 2003. i 2005. osvojio "Kup Republike Srpske", a 1996. godine igrao u završnici. 
 
U sezoni 2007./08 "Jedinstvo" osvaja "Drugu ligu RS – Centar", ali odmah u sezoni 2008./09. ispadaju iz "Prve lige RS", te su dalje članovi "Druge lige RS – Istok, uz izuzetak sezone 2014./15., kada igraju u "Regionalnoj ligi RS – Istok", koju tada i osvajaju. Od sezone 2018./19. su nanovo članovi "Prve lige RS".
Klub je ugašen 2022. zbog manjka novca i entuzijazma za klub.

## Uspjesi

### Do 1992.
Amatersko prvenstvo Jugoslavije
- prvak: 1975.

Republička liga Bosne i Hercegovine
- prvak: 1974./75., 1979./80., 1988./89. (Sjever)

Međuzonska liga BiH
- prvak: 1962./63.

Prva zona BiH – skupina A
- prvak: 1959./60.

Tuzlanska zona
- prvak: 1967./68.

IX. grupa Prvenstva BiH (Tuzlanski okrug)
- prvak: 1947./48.

Tuzlanska podsavezna liga
- prvak: 1952./53.

### Nakon 1995.
Druga liga Republike Srpske
- prvak: 1997./98. (Bijeljina), 2000./01. (Istok), 2007./08. (Centar), 2018./19. (Istok)

Regionalna liga RS – Istok
- prvak: 2014./15.

Kup Republike Srpske
- pobjednik: 2002./03., 2004./05.
- finalist: 1995./96.

## Poznati igrači
- Miralem Ibrahimović
- Sead Jasenković

## Unutrašnje poveznice
- Brčko

## Vanjske poveznice
- F.K.Jedinstvo Brčko, facebook stranica
- jedinstvobrcko.com, wayback arhiva
- sportdc.net, Jedinstvo
- srbijasport.net, Jedinstvo
- transfermarkt.com, FK Jedinstvo Brcko
- soccerway.com, FK Jedinstvo Brčko
- foot.dk, Jedinstvo Brčko  Arhivirana inačica izvorne stranice od 5. prosinca 2021. (Wayback Machine)